# Opogona tamsi
Opogona tamsi är en fjärilsart som beskrevs av Aleksey Maksimovich Gerasimov 1930. Opogona tamsi ingår i släktet Opogona och familjen äkta malar. Inga underarter finns listade i Catalogue of Life.